# David Barral
David Barral (sinh ngày 10 tháng 5 năm 1983) là một cầu thủ bóng đá người Tây Ban Nha.

## Sự nghiệp câu lạc bộ
David Barral đã từng chơi cho Tokushima Vortis.